# Diwan-moskee
De Diwan-moskee (ook gespeld als Diouane-moskee) is een moskee in de stad Fez, in het noorden van Marokko. Het werd gesticht door de Alaouitische sultan Moulay Slimane tijdens zijn bewind tussen 1792 en 1822. Het is gelegen in het centrum van Fes el-Bali (de oude stad), aan de Rue Diwan, net ten noorden van Tala'a Kebira. nabij het oostelijke uiteinde. Het is één van de vrijdagmoskeeën in de stad.